# Ivančice
Ivančice (in tedesco Eibenschütz) è una città della Repubblica Ceca facente parte del distretto di Brno-venkov, in Moravia Meridionale.
Ha dato i natali all'artista Alfons Mucha ed alla modella Tereza Fajksová.